# Eric Saubert
Eric Saubert (Chicago, 9 maggio 1994) è un giocatore di football americano statunitense che milita nel ruolo di tight end per i Seattle Seahawks della National Football League (NFL).

## Carriera
Sauburt al college giocò a football alla Drake University dal 2013 al 2016. Fu scelto nel corso del quinto giro (174º assoluto) nel Draft NFL 2017 dagli Atlanta Falcons. Debuttò come professionista subentrando nella gara del primo turno contro i Chicago Bears senza fare registrare alcuna ricezione.